# António de Costa Macedo
António de Costa Macedo, igualmente conhecido como Costa Macedo, foi um engenheiro e empresário português.

## Biografia
Em 1962, ano em que se encontrava a exercer a posição de administrador na Companhia dos Caminhos de Ferro Portugueses, foi um dos representantes desta operadora no Congresso Internacional de Caminhos de Ferro, em Munique, na Alemanha.
Em 1967, foi convidado pela Embaixada Britânica a deslocar-se, junto com o engenheiro Oliveira Martins e o director geral, Roberto de Espregueira Mendes, a Inglaterra, para uma visita aos complexos fabris da Rolls-Royce, com o objectivo de discutir vários assuntos relacionados com as locomotivas a tracção diesel-eléctrica.
No ano seguinte, participou, como vogal, numa comissão do Ministério das Corporações e Previdência Social, para a revisão do Acordo Colectivo de Trabalho da Companhia, e assistiu às cerimónias dos Jogos Desportivos Ferroviários.